# Золотопромышленное акционерное общество «Алтай»

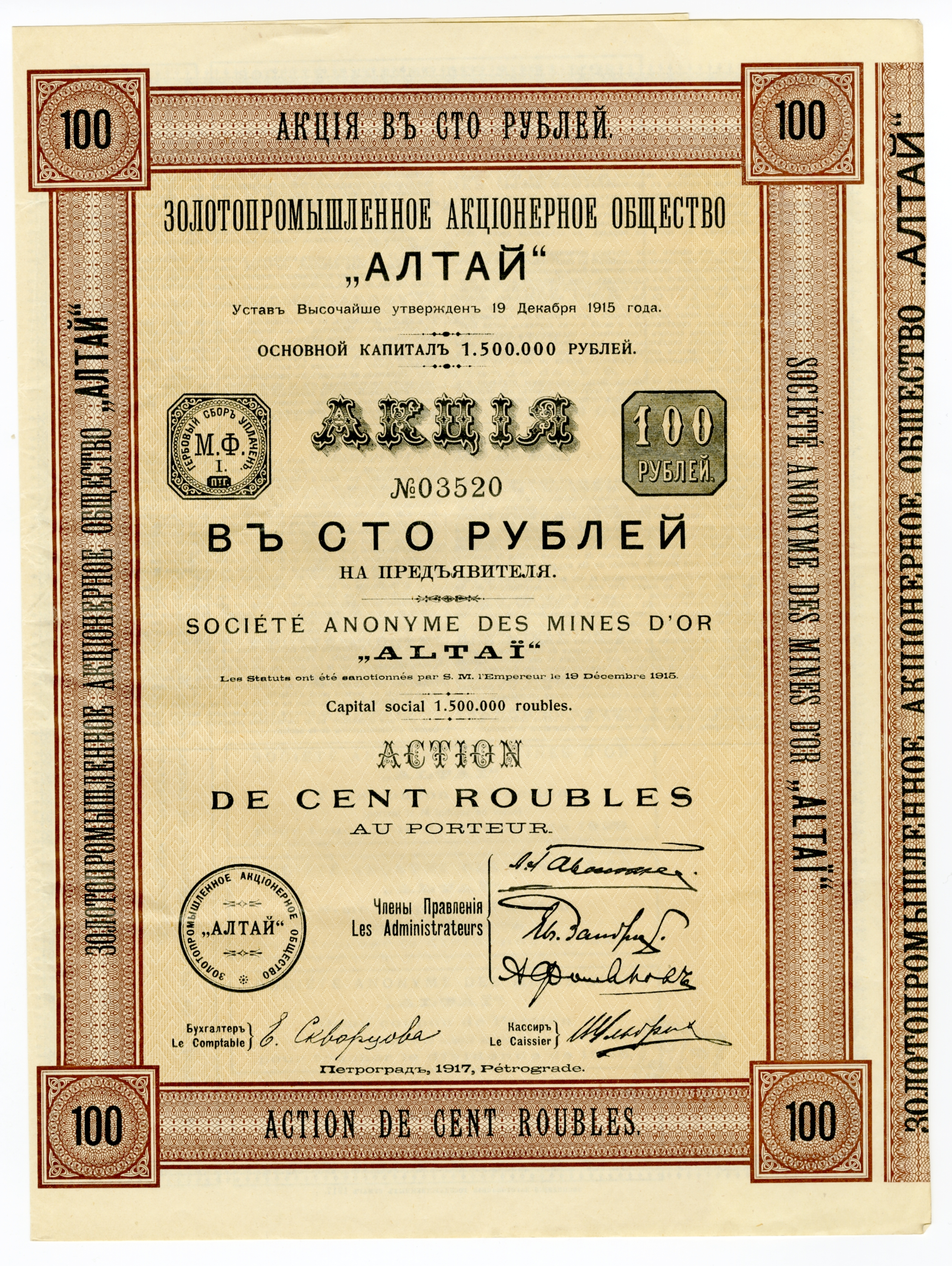
Акция общества в сто рублей на предъявителя

Золотопромышленное акционерное общество «Алтай» — российское золотодобывающее предприятие, существовавшее с 1915 по 1918 год. Правление, в состав которого входили председатель и пять директоров, находилось в Петрограде, добыча золота велась в Семипалатинской и Тургайской областях.
Устав Общества с основным капиталом в 1,5 млн руб. был Высочайше утверждён 19 декабря 1915 года, а уже 7 июня 1916 года компания приступила к работе. Изначальной целью общества «Алтай» было приобретение и использование принадлежавших торговому дому «В. М. Фоняков и Ко» предприятий золоторазведки и золотодобычи в Усть-Каменогорском и Зайсанском уездах Семипалатинской области (территория нынешней Восточно-Казахстанской области республики Казахстан.
Незадолго до Октябрьской социалистической революции в 1917 году АО «Алтай» приобрело у золотопромышленника Зайцева рудники в Кустанайском уезде Тургайской области, на которых был возведён золотоизвлекательный завод. В общей сложности на рудниках общества ежегодно добывалось около 25 пудов золота.
Председателем правления золотопромышленного общества «Алтай» был Л. Р. Гавеман, одновременно являвшийся главным управляющим семьи князей Юсуповых.
Все активы золотопромышленного акционерного общества «Алтай» были национализированы соответствующим декретом СНК РСФСР 28 июня 1918 года — оно было упомянуто в числе «крупнейших предприятий» в списке национализации.